# ریو کمیونیتی (نیومکزیکو)
ریو کمیونیتی(به انگلیسی: Rio Communities) شهری در ایالت نیومکزیکو کشور ایالات متحده آمریکا است که جمعیت آن در سرشماری سال ۲۰۱۰ میلادی، ۴٬۷۲۳ نفر بوده‌است.

## موقعیت جغرافیایی
موقعیت جغرافیایی شهرها و مناطق اطراف به شرح زیر است: